# Calton Hill

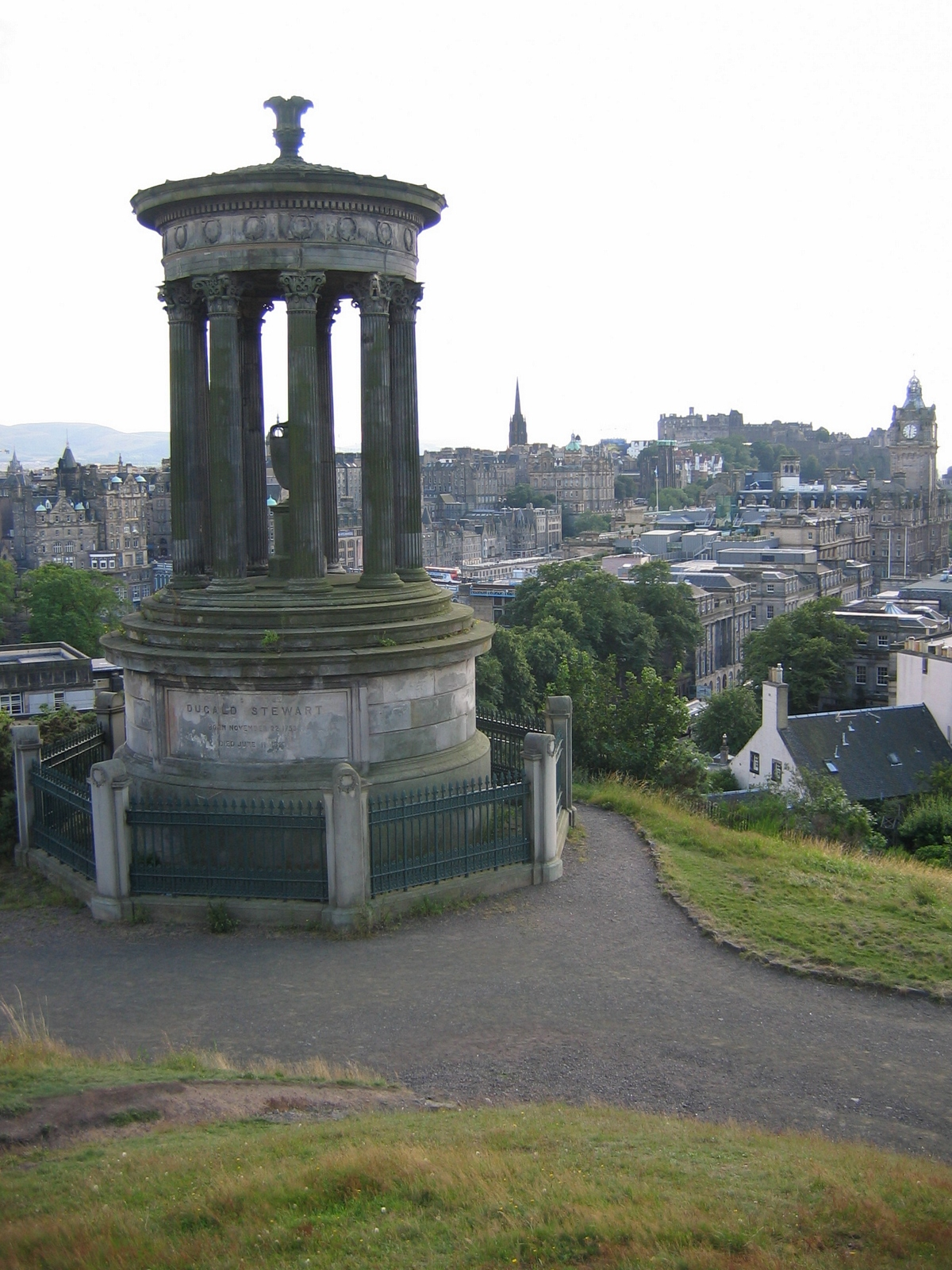
Calton Hill

Calton Hill és un turó en el centre d'Edimburg, a Escòcia, just a l'est de la ciutat nova d'Edimburg, al final de Princes Street. Des d'aquest turó es veuen molt bones vistes a la ciutat. Sovint s'hi fan pintures i fotografies.
A Calton Hill hi ha els edificis més importants del govern escocès, com ara St Andrew's House i el Parlament escocès. El turó també inclou diversos monuments i edificis emblemàtics com el Monument Nacional, el Monument de Nelson, el Monument Dugald Stewart, el Nou Parlament (Royal High School), el Monument Polític als Màrtirs i el City Observatory.